# 天神丸
天神丸（てんじんまる）は、徳島県美馬市と同県那賀郡那賀町の境界に位置する山である。標高1,631.5m。

## 概要
旧美馬郡木屋平村と旧那賀郡木沢村との境の山。剣山から中津峰山まで延びる剣山地の主山稜であり、剣山と高城山とのほぼ中間に位置する。
原生林で覆われた奥深い山であったが、剣山スーパー林道が南北をねって走るようになり、便利になる一方、山岳景観と深山の雰囲気が著しく損なわれてしまった。登山コースは従来北の木屋平村や、南の木沢村から、川成峠・当野石峠を経て西へ尾根伝いに登っていたが、現在はほとんど使用されていない。
現在ではスーパー林道が日奈田峠付近で尾根を横切っているところから稜線を登る。

## ギャラリー

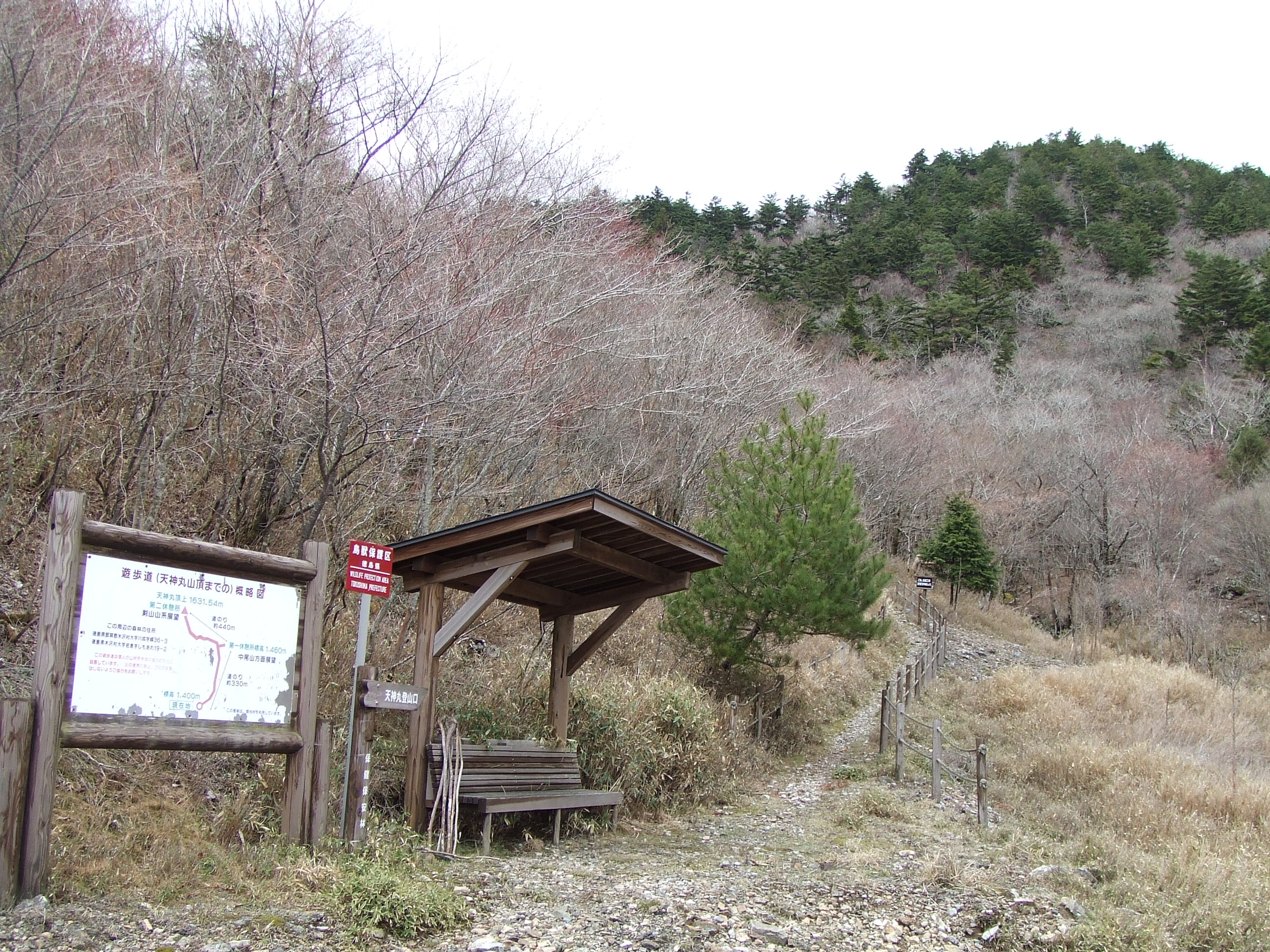
スーパー林道脇の登山口
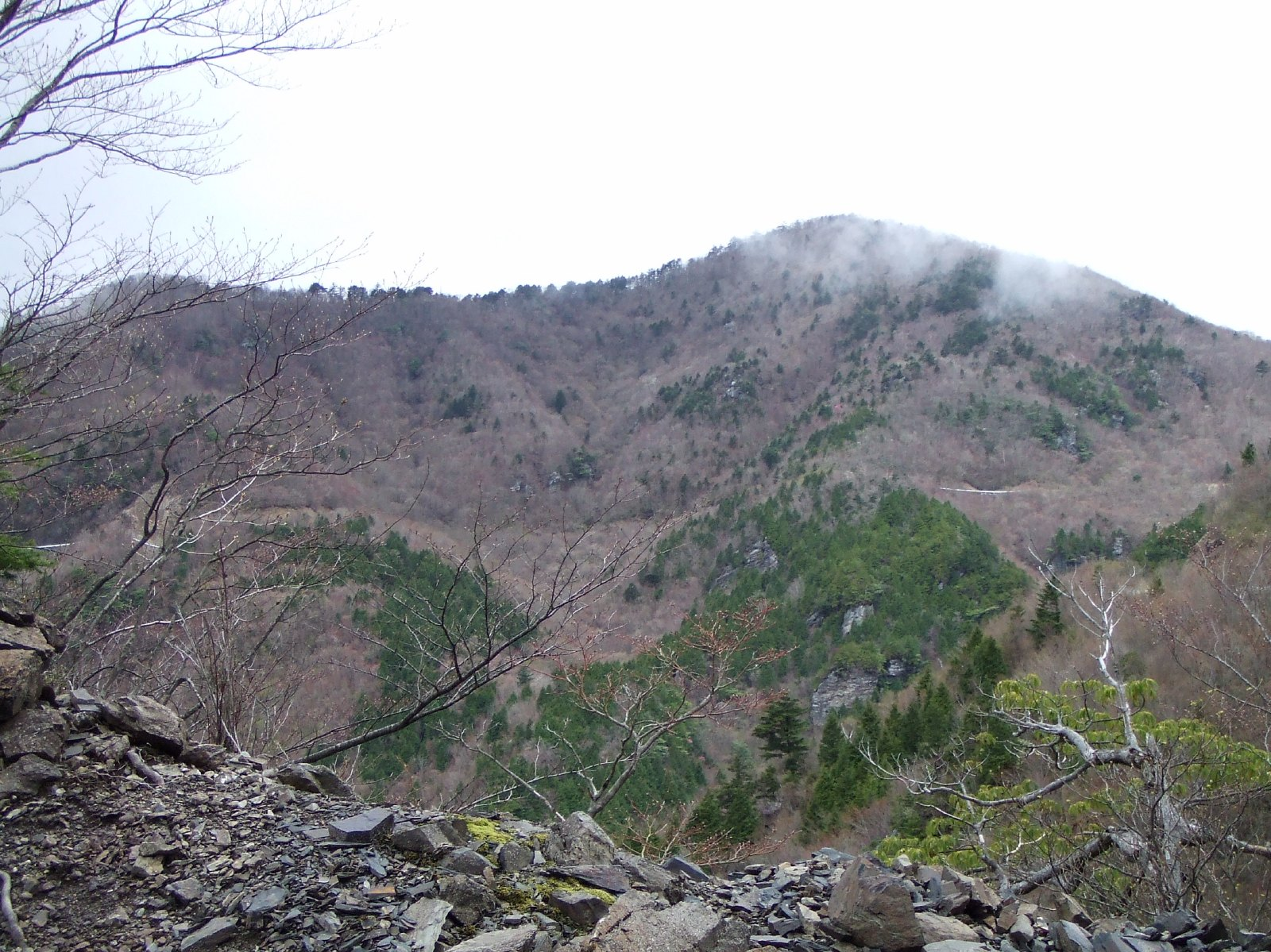
スーパー林道より
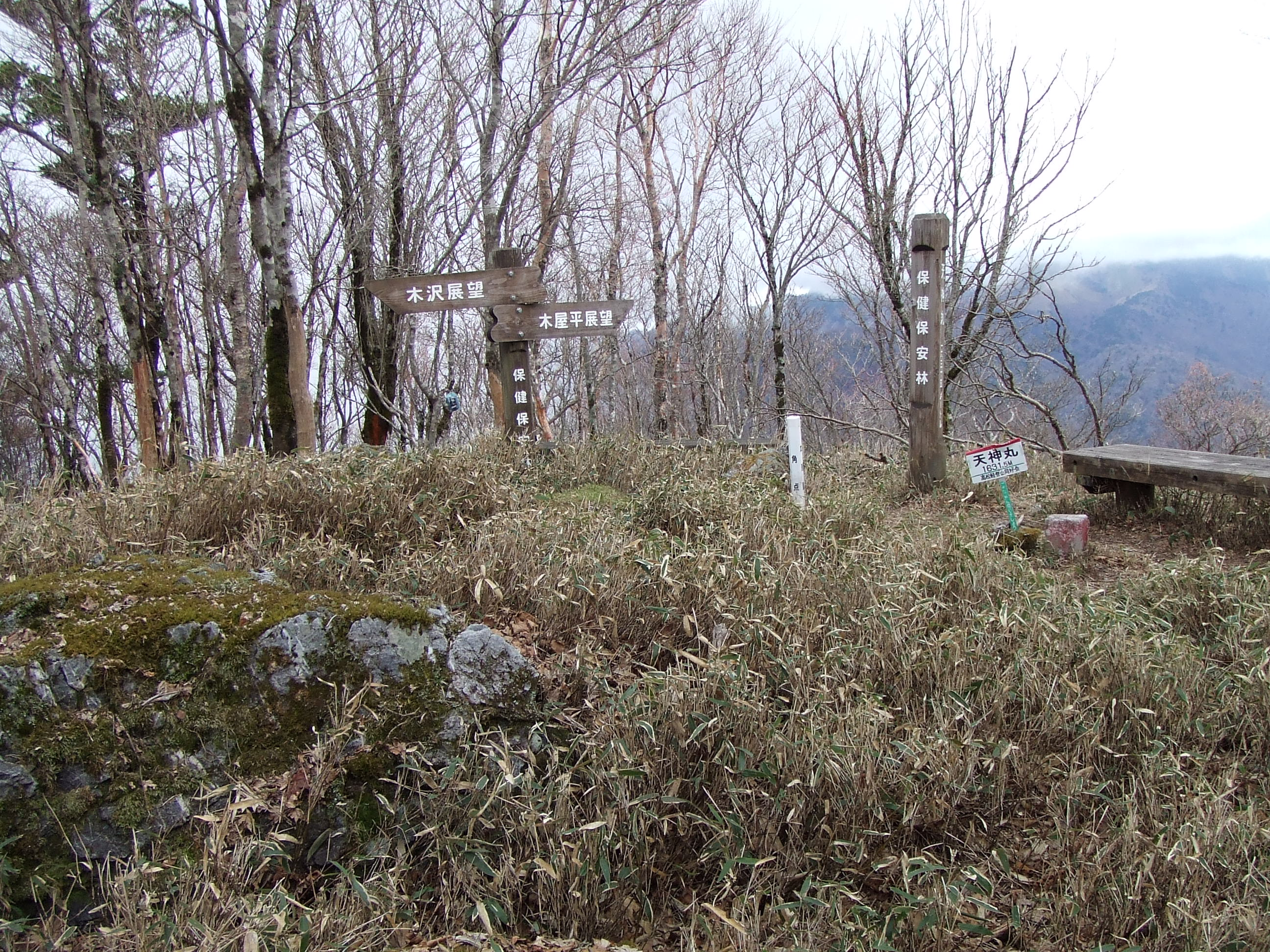
頂上